# Nanodromia cryptica
Nanodromia cryptica är en tvåvingeart som beskrevs av Patrick Grootaert 1994. Nanodromia cryptica ingår i släktet Nanodromia och familjen puckeldansflugor. Inga underarter finns listade i Catalogue of Life.